# R.C. Pro-Am
R.C. Pro-Am é um jogo eletrônico de corrida desenvolvido pela Rare e publicado pela Nintendo na América do Norte em fevereiro de 1988 e na Europa em 15 de abril do mesmo ano. Apresentado em uma perspectiva isométrica aérea, o jogador conduz um carro de controle remoto em torno de uma série de pistas. O objetivo de cada pista é se classificar para a próxima corrida, colocando-se entre os três primeiros. Os jogadores coletam itens para melhorar o desempenho e devem evitar uma variedade de perigos, como poças de chuva e manchas de óleo. É um exemplo de jogo de corrida com combate veicular, no qual os pilotos podem usar mísseis e bombas para desativar temporariamente os veículos adversários. Originalmente intitulado Pro Am Racing, R.C. Pro-Am também foi portado para o Mega Drive em 1992 como Championship Pro-Am, um remake melhorado com gráficos aprimorados e recursos adicionais. R.C. Pro-Am foi seguido por duas sequências: Super R.C. Pro-Am em 1991 e R.C. Pro-Am II em 1992.
Listado por críticos de jogos eletrônicos como um dos primeiros títulos para NES de sucesso da Rare, R.C. Pro-Am foi bem recebido por seus visuais, som, jogabilidade e diversão. O jogo se distanciou de títulos de corrida anteriores usando uma perspectiva aérea, em vez de uma perspectiva em primeira pessoa. As críticas o citaram como inspiração para jogos futuros como Super Off Road, Rock n 'Roll Racing e a série Mario Kart. Ele apareceu em muitas listas de melhores jogos de todos os tempos e é considerado um dos melhores títulos da biblioteca do NES. O jogo foi posteriormente incluído na compilação Rare Replay de 2015 da Rare para o Xbox One.

## Jogabilidade

O jogador, representado pelo caminhão vermelho no centro, lidera a corrida enquanto está prestes a coletar uma "carta bônus" e um santantônio.

R.C. Pro-Am é um jogo eletrônico de corrida no qual um jogador controla um carro de controle remoto contra três oponentes em uma pista de uma perspectiva isométrica aérea. Os jogadores usam os botões horizontais no painel de controle para dirigir o carro para a esquerda ou direita e os outros botões para acelerar, disparar armas e pausar o jogo. Composto por um total de 32 pistas, o objetivo de cada piloto é se qualificar para a próxima corrida, terminando entre os três primeiros no campo de quatro carros. O jogo termina se os jogadores terminarem em quarto lugar; porém, possuem dois "continues" nos quais podem reiniciar a corrida anterior, mas perderão todos os pontos acumulados até aquele ponto. Para cada conclusão bem-sucedida de uma corrida, o jogador recebe um troféu; "Troféus de Pontuação Alta" maiores, levam ao "Super Troféu", que também podem ser obtidos para ganhar pontuações altas. Depois que o jogo termina, os jogadores podem registrar suas pontuações na lista "Top Pro-Am Drivers", mas as pontuações são apagadas quando o console é desligado.
Ao longo dos cursos, existem itens na pista que os jogadores podem coletar passando por cima deles. "Itens de ajuste" ajudam a aumentar o desempenho do carro, como aceleração do turbo, "motores mais quentes" para maior velocidade máxima e "pneus super pegajosos" para maior tração e curvas; essas habilidades adicionais são exibidas na tela "condições da pista" entre as corridas. Os jogadores também podem coletar armas que podem desativar temporariamente outros veículos: mísseis tiram os veículos oponentes pela frente, enquanto bombas os tiram por trás. O número de mísseis e bombas continua na próxima corrida, e os jogadores podem coletar munição extra, representada por estrelas, na pista. Santantônios, que os oponentes também podem coletar, ajudam a proteger os carros contra danos de colisão, "zíperes" estacionários dão aos carros um aumento de velocidade extra e "letras de bônus" dão aos jogadores maiores pontos de bônus e a capacidade de dirigir um carro melhorado se eles poderem soletrar "NINTENDO" ("CAMPEÃO" na versão Rare Replay) com eles. Os jogadores podem atualizar um caminhão padrão para um 4-Wheeler mais rápido e, em seguida, para o Off Roader mais rápido. Existem também vários perigos que devem ser evitados: manchas de óleo que fazem os carros girar fora de controle, poças de água e "rajadas de chuva" que os tornam mais lentos, barreiras que batem carros e crânios que diminuem a munição. O uso excessivo de armamento de projéteis em oponentes resultará na aceleração do carro amarelo para 127 milhas por hora, que não pode ser correspondido pelo jogador.
O porte de Mega Drive, Championship Pro-Am, apresenta algumas diferenças de jogabilidade em relação à versão de NES. Por exemplo, os jogadores correm contra cinco outros veículos em vez de três, mas os mesmos ainda devem ficar entre os três primeiros para avançar para a próxima pista. Outra característica é que os recordes de corrida são registrados; jogadores são solicitados a inserir seus nomes antes do início do jogo para acompanhar as pontuações mais altas e recordes de corrida. Finalmente, os jogadores tentam soletrar com sucesso "CAMPEÃO" para fazer um melhoramento para um novo carro.

## Desenvolvimento e lançamento
A Ultimate Play the Game foi fundada pelos irmãos Tim e Chris Stamper, junto com a esposa de Tim, Carol, em sua sede na cidade de Ashby-de-la-Zouch no ano de 1982. Eles começaram a produzir jogos eletrônicos para o ZX Spectrum no início da década de 1980. A empresa era conhecida por sua relutância em revelar detalhes sobre suas operações e projetos futuros. Pouco se sabia sobre o processo de desenvolvimento, exceto que costumavam trabalhar em "equipes separadas": uma equipe trabalhava no desenvolvimento enquanto a outra se concentrava em outros aspectos, como som e gráficos. Esta empresa posteriormente evoluiu para a Rare, a desenvolvedora de R.C. Pro-Am. Em 1987, o jogo foi originalmente intitulado Pro-Am Racing, mas foi renomeado posteriormente.
Foi lançado para o Nintendo Entertainment System (NES) pela Nintendo em fevereiro de 1988 na América do Norte, e na Europa em 15 de abril do ano seguinte. Mais tarde, seria portado para o Sega Genesis sob o nome de Championship Pro-Am e foi lançado pela Tradewest em 1992. Sua música foi composta por David Wise, conhecido por seu trabalho em Cobra Triangle e também na série Donkey Kong Country.
R.C. Pro-Am foi sujeito a cobertura prévia na edição de outuno de 1987 da Nintendo Fun Club News — o predecessor da Nintendo Power. Recebeu uma análise mais aprofundada do jogo na seguinte edição de inverno de 1987, dizendo que "este jogo é uma obrigação para proprietários de carros RC (controlados por rádio)". Foi destaque na capa da revista da edição de fevereiro a março de 1988, que também incluiu um passo a passo completo. Mais tarde, na edição de estreia da Nintendo Power em julho de 1988, R.C. Pro-Am foi listado em 6.º em seu "Top 30" de jogos do NES, e foi a "Escolha do Distribuidor". Caiu para a 8.ª posição em setembro de 1988, e em 12 de novembro.

## Recepção e legado
R.C. Pro-Am vendeu 2,3 milhões de cópias em todo o mundo e transformou a Rare em uma grande desenvolvedora do NES. O jogo foi analisado na Computer Gaming World, que o chamou de "uma abordagem inovadora e atraente para jogos eletrônicos de corrida de carros". Bill Kunkel descobriu que se distanciava de títulos de corrida anteriores, como Enduro Racer da Sega, Mach Rider da Nintendo e Pole Position da Atari, indo de um ângulo de primeira pessoa mais tradicional para uma perspectiva isométrica. Também elogiou a simplicidade e os controles do jogo, comparando-os aos de um carro real de controle remoto. Ele criticou o jogo pela falta de um recurso para dois jogadores e pela imprecisão do manual de instruções. Concluiu elogiando os seus gráficos e som, afirmando que "ajudam a tornar este o melhor jogo do género alguma vez produzido em qualquer formato de jogo electrónico". A Bloomberg Businessweek listou R.C. Pro-Am junto com Cobra Triangle, como os títulos mais notáveis da Rare na biblioteca do NES.
O jogo continuou a ser bem recebido pelas publicações de jogos eletrônicos. Chris Couper da Allgame afirmou que R.C. Pro-Am está entre os melhores jogos do NES, devido à sua natureza realista. Ele comentou que o desafio e os sons do jogo contribuíram para seu nível de diversão. A Retro Gamer viu o jogo como um precursor das Micro Machines da Codemasters e comparou a ação e a variedade de itens com a série Mario Kart que veio depois. Eles saudaram o jogo como um dos melhores produtos iniciais da Rare, afirmando: "As corridas de carros de controle remoto na forma de jogo eletrônico foram aperfeiçoadas aqui." O livro de 2009 Vintage Games comparou o jogo ao Spy Hunter, observando que o jogo enfatizava a coleta de power-ups e armas e não apenas em corridas. Acrescentou como a tendência de combinar corrida com combate veicular reapareceria em jogos futuros como Super Mario Kart e Rock n 'Roll Racing. Mais tarde em 2010, como parte do 25º aniversário da Rare, a revista disse que foi o primeiro título do NES de sucesso da Rare, bem como um dos primeiros jogos a combinar corrida e combate veicular. Os leitores classificaram o jogo em 22º lugar em uma lista de seus 25 jogos favoritos da Rare. Mais recentemente, em 2016, VintageGamer.com elogiou R.C. Pro Am por ainda ser agradável e desafiador 28 anos após seu lançamento.
R.C. Pro-Am apareceu muitas vezes em várias listas de "melhores jogos" ao longo dos anos. Uma pesquisa conduzida pela GamePro em 1990 classificou o jogo como o décimo melhor jogo eletrônico de esportes na época. Electronic Gaming Monthly listou-o como o 52º melhor jogo eletrônico de console de todos os tempos em 1997. A Game Informer colocou o jogo na posição 84 em seu "Top 100 jogos de todos os tempos "em agosto de 2001. A revista Paste o classificou como o 8.º maior jogo do NES de todos os tempos, dizendo que é "muito mais divertido do que carros reais com controle remoto, que nunca pareciam estar equipados com recursos de mísseis". A IGN listou o jogo como o 13.º melhor jogo do NES de todos os tempos, citando sua popularidade entre os jogadores, bem como as boas vendas. O Editor Executivo Craig Harris disse que foi um dos primeiros jogos a introduzir o conceito de combate veicular, inspirando outros títulos como Super R.C. Pro-Am, R.C. Pro-Am II e a série Mario Kart. A 1UP.com listou o jogo como o 14.º melhor título do NES, citando os bons gráficos e elementos de jogabilidade do jogo, embora tenha dito que o nível de dificuldade era muito alto. Como em outras retrospectivas, a equipe do site listou o jogo como inspiração para futuras séries, como Super Off Road e Rock n 'Roll Racing. Em uma retrospectiva da Rare como parte do 25.º aniversário da empresa, a GamePro listou R.C. Pro-Am como um dos melhores jogos da Rare, chamando o lançamento de "um dos melhores momentos da Rare". A Rare começou a trabalhar em um jogo subsequente para o Nintendo 64, chamado Pro-Am 64, que eventualmente mudou de direção durante o desenvolvimento e se tornou Diddy Kong Racing. A versão para NES de R.C. Pro-Am é um dos 30 jogos da compilação Rare Replay do Xbox One.